# Heyendaalseweg
De Heyendaalseweg, ook geschreven als Heijendaalseweg, is een straat in het zuiden van de Nederlandse stad Nijmegen. De straat loopt door vier wijken: Groenewoud, Heijendaal – waar de straat naar is vernoemd –, Galgenveld en Brakkenstein. 

## Route
De Heyendaalseweg begint op het kruispunt met de Groesbeekseweg en loopt vanuit daar in zuidelijke richting helemaal door tot de zuidrand van de stad. In de noordelijke richting, naar het centrum, gaat de weg voorbij het kruispunt met de Groesbeekseweg eerst over in de Coehoornstraat en vervolgens de Prins Bernhardstraat. Gezamenlijk vormen deze straten een verbinding vanuit het centrum (Oranjesingel) naar de Radboud Universiteit en het Radboudumc.

## Geschiedenis
De straat werd in 1859 voor het eerst vermeld als de Veldweg. In 1906 werd de naam gewijzigd in Heijendaalscheweg en in 1924 in Heyendaalscheweg. Een deel heette eerder Korte Heyendaalseweg; dit stuk is na de Tweede Wereldoorlog verdwenen.
De Heyendaalseweg is sinds de jaren zeventig van de 20e eeuw aanzienlijk langer dan daarvoor. Tot ca. 1970 begon de Heyendaalseweg ten zuiden van de spoorlijn naar Nijmegen-Venlo bij de Verlengde Groenestraat en sloot daar aan op Driehuizerweg die toen de verbinding met het centrum vormde.
Ten noorden van de spoorlijn, tussen de Groenewoudseweg en de spoorlijn lag tot de sloop circa 1967 de Gouverneursbuurt, een direct na de oorlog provisorisch aangelegde wijk met noodwoningen. Ten oosten hiervan liep de Driehuizerweg met een brug over de spoorlijn.
Midden jaren 60 werd deze buurt drastisch op de schop genomen. De oude spoorbrug in de Driehuizerweg werd vervangen door een nieuwe, die circa 100 meter westelijker lag, in het verlengde van de Heyendaalseweg. Met het oog op een optimale verkeersaansluiting van het universiteitsterrein (Toernooiveld) werd de Heyendaalseweg over de brug doorgetrokken door de gesloopte Gouverneursbuurt naar de Groenewoudseweg, waar deze aansloot op het noordelijke deel van de Driehuizerweg. Dit gedeelte van de Driehuizerweg werd nu het noordelijke deel van de Heyendaalseweg. De Driehuizerweg loopt sindsdien alleen nog ten zuiden van de spoorlijn.
Ook werd het Toernooiveld opnieuw ingericht. Enkele jaren later kwamen er steeds meer gebouwen op de campus van de universiteit.

## Bebouwing
Aan en in de nabijheid van de straat staat een aantal markante bouwwerken, waarvan sommige monumentaal:
- Albertinum, voormalig dominicanenklooster;
- The Blue Borderline, kunstwerk;
- Erasmusgebouw, universiteitscampus;
- Gymnasion, universiteitscampus;
- Huygensgebouw, universiteitscampus;
- Sacramentskerk;
- Technovium, onderwijsgebouw;
- Verenigingsgebouw Roomsch Leven.

Langs de weg staan tevens een garage, benzinestation en bowlingbaan. De weg is een belangrijke doorgangsroute voor de Brandweer Gelderland-Zuid, die hun kazerne aan de Professor Bellefroidstraat (een zijstraat) hebben.
Vanaf 1969 tot midden jaren 90 lag er op de hoek met de Professor Bellefroidstraat ook nog een kunstijsbaan, die is vervangen door het Triavium in Dukenburg.